# Белоусов, Вениамин Валентинович
Вениамин Валентинович Белоусов (1938—2020) — советский и российский военный деятель и педагог, генерал-майор (1982). Начальник штаба и первый заместитель командующего  31-й ракетной армии (1984—1988). Начальник Краснодарского высшего военного командно-инженерного училища ракетных войск (1988—1993).

## Биография
Родился 23 марта 1938 года в Ростове.
С 1957 по 1962 год обучался в Ростовском высшем командно-инженерном училище имени М. И. Неделина. С 1962 года служил в составе Ракетных войск стратегического назначения СССР — Ракетных войск стратегического назначения Российской Федерации. С 1962 по 1970 год — заместитель командира и командир группы ракетного пуска, помощник и старший помощник начальника оперативного отделения штаба 59-й ракетной дивизии.
С 1970 по 1973 год обучался на командном факультете  Военной академии имени Ф. Э. Дзержинского. С 1973 по 1978 год — начальник штаба — заместитель командира и командир ракетного полка.
С 1978 по 1980 года — начальник штаба и заместитель командира 59-й ракетной дивизии. С 1980 по 1984 год — командир 52-й ракетной дивизии, в составе 53-й ракетной армии. В частях дивизии под руководством В. В. Белоусова состояли стратегические пусковые ракетные установки с жидкостными межконтинентальными баллистическими ракетами шахтного базирования «УР-100К». В 1982 году Постановлением СМ СССР В. В. Белоусову было присвоено воинское звание генерал-майор.
С 1984 по 1988 год — начальник штаба — первый заместитель командующего и член Военного совета  31-й ракетной армии. В соединениях армии под руководством В. В. Белоусова состояли стратегические ракетные комплексы третьего поколения с тяжёлой двухступенчатой жидкостной ампулизированной межконтинентальной баллистической ракетой шахтного базирования «Р-36М».
С 1988 по 1993 год — начальник Краснодарского высшего военного командно-инженерного училища ракетных войск. Под руководством В. В. Белоусова училище занималось подготовкой военных инженеров различного профиля для Ракетных войск стратегического назначения, в том числе инженеров-электриков, инженеров-системотехников и инженеров-энергетиков, так же училище занималось разработкой военно-технических проблем связанных с эксплуатацией ракетной техники и ракетного вооружения.
С 1993 года в запасе Вооружённых сил Российской Федерации.
Скончался 16 января 2020 года в Краснодаре.

## Награды
- Орден Красной Звезды
- Орден «За службу Родине в Вооружённых Силах СССР» III степени[1]